# Churandy Martina
Churandy Martina (né le 3 juillet 1984 à Willemstad, Curaçao) est un athlète représentant les Pays-Bas, ayant concouru jusqu'à leur dissolution sous les couleurs des Antilles néerlandaises dont il a été le porte-drapeau olympique, spécialiste du sprint. Il mesure 1,80 m pour 76 kg.

## Carrière sportive

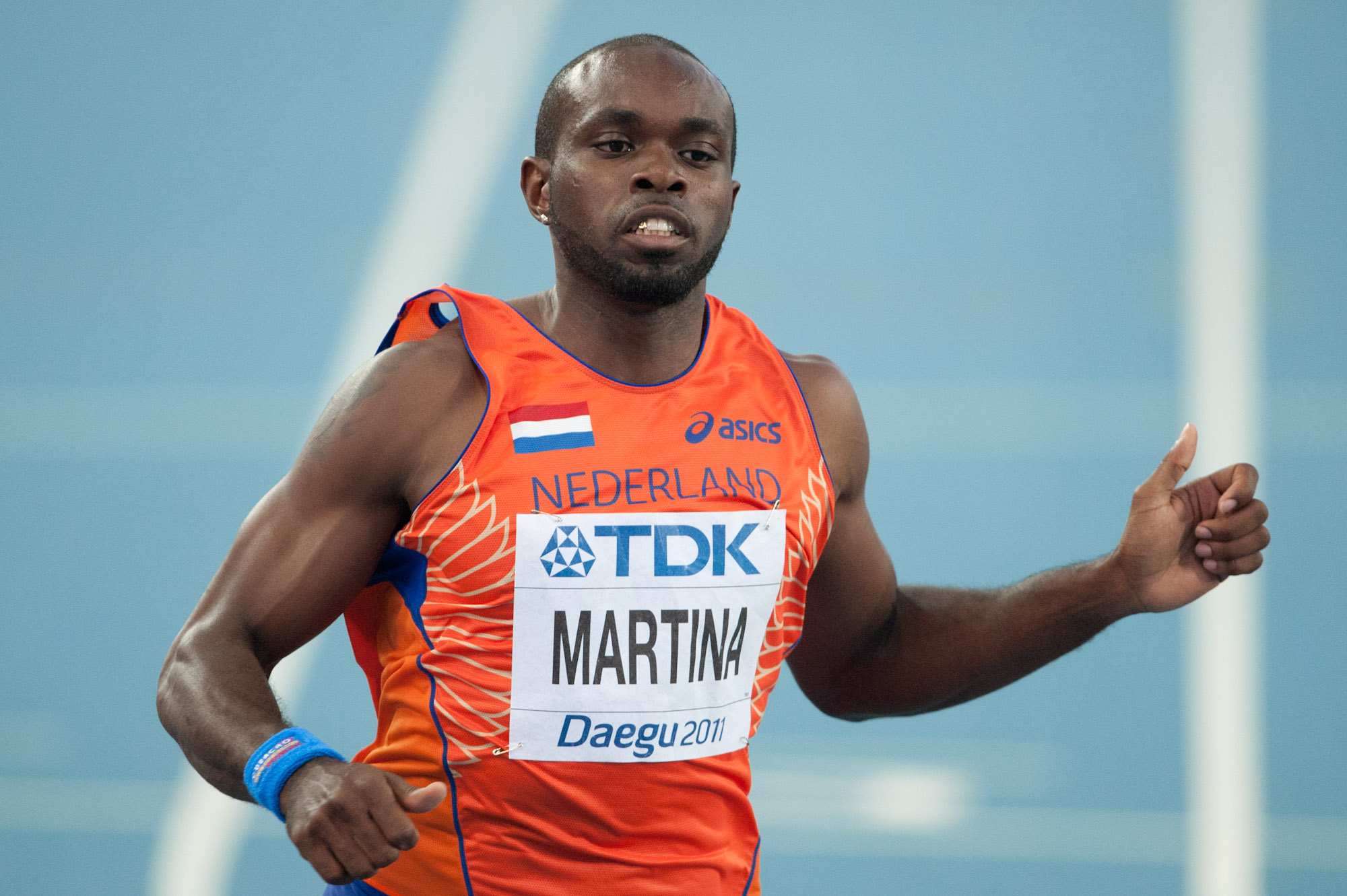
Churandy Martina lors des Championnats du monde 2011 de Daegu (au second plan, Ngonidzashe Makusha).

Lors des championnats du monde 2003 de Paris, il est éliminé en série du 100 m dans un temps de 10 s 35.
Il a été l'un des trois athlètes des Antilles néerlandaises et leur porte-drapeau aux Jeux olympiques d'été de 2004.
Il bat le record des Antilles néerlandaises du relais 4 × 100 m, en 38 s 45, aux Championnats du monde d'Helsinki le 13 août 2005 (6e en finale) (Geronimo Goeloe, Charlton Rafaela, Jairo Duzant, Churandy Martina).
En 2007, il a remporté le titre sur 100 m aux jeux Panaméricains. Aux championnats du monde à Osaka, il se classait cinquième sur 100 m et 200 m.

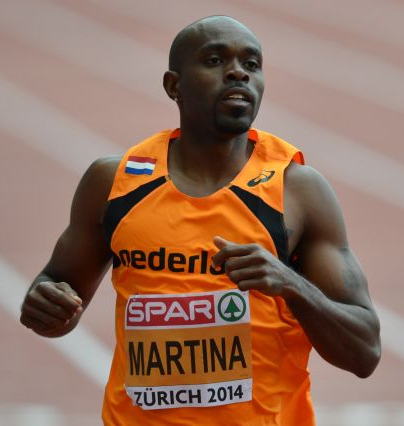
Churandy Martina lors des Championnats d'Europe 2014.

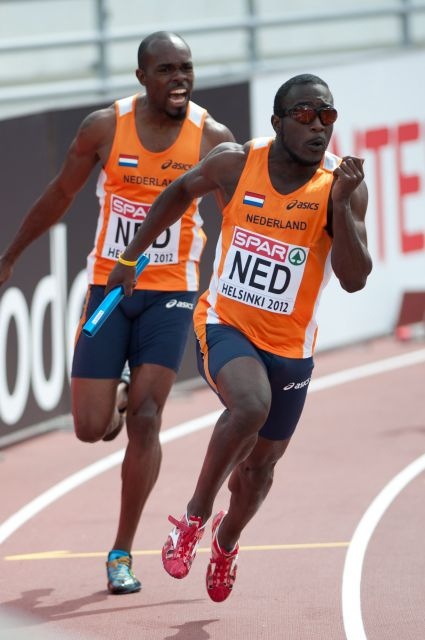
Churandy Martina en pleine action derrière son compatriote Jerrel Feller en finale des Championnats d'Europe 2012.

Une année plus tard, il se classe quatrième du 100 m de la finale des Jeux olympiques d'été de 2008 à Pékin. C'est le meilleur placement d'un athlète des Antilles néerlandaises aux Jeux. En route vers la finale, il améliore son record national en quart de finale, puis en demi-finale et enfin en finale pour l'établir à 9 s 93. Martina améliore également sa meilleure performance lors de la finale du 200 m. Il termina deuxième de la finale en 19 s 82, loin derrière le Jamaïcain Usain Bolt qui établit un nouveau record du monde de la discipline en 19 s 30, mais il est finalement disqualifié après avoir mordu le couloir voisin (il vivra la même mésaventure en 2016 après avoir terminé premier des Championnats d'Europe à Amsterdam). Shawn Crawford qui avait récupéré la médaille d'argent à la suite des disqualifications de Churandy Martina et Wallace Spearmon donna par la suite sa médaille à Martina, n'estimant pas la mériter. Le Comité national olympique des Antilles néerlandaises a fait appel à l'encontre de sa disqualification, arguant qu'elle avait été prononcée après les trente minutes réglementaires, et que Martina n'avait, de toute façon, pas véritablement mordu. Le 6 mars 2009, le tribunal arbitral du sport rejeta l'appel du Comité national olympique des Antilles néerlandaises.
Le 15 août 2009, lors des Championnats du monde 2009 de Berlin, il terminera 4e de son quart de finale du 100 m en 10 s 19 (+0,1 m/s) derrière Daniel Bailey, Usain Bolt et Monzavous Edwards. Il ne sera pas repêché au temps pour les demi-finales. Ce résultat est décevant pour lui d'autant plus qu'il figurait parmi les six concurrents ayant couru en dessous des dix secondes au cours des derniers mois précédents (Bolt, Gay, Powell, Bailey, Martina et Rodgers).
Le 8 juillet 2010, lors du Meeting de Lausanne, il bat avec 20 s 08 son propre record national du 200 mètres de 20 s 11 établi aux JO de Pékin en 2008.
Lors des Championnats du monde de Daegu en août 2011, il se hisse en demi-finales du 200 m. Blessé, il ne prend pas le départ et échoue donc derrière les quatre qualifiés de sa demie pour la finale Usain Bolt, Jaysuma Saidy Ndure, Bruno de Barros et Rondel Sorrillo. En 10 s 29, il finit 6e de sa demi-finale du 100 m et ne participe pas à la finale.
Le 9 juin 2012, à l'occasion du meeting Adidas Grand Prix de New York, 6e étape de la ligue de diamant 2012, il bat le record néerlandais sur 200 m, en franchissant la barrière des 20 s (19 s 94, vent quasi nul) et en devançant Nickel Ashmeade (19 s 94, SB). Lors des deux premiers 200 mètres comptant pour la ligue de diamant 2012, le 11 mai lors du Qatar Athletic Super Grand Prix de Doha et le 2 juin, à l'occasion du meeting Prefontaine Classic à Eugene, il avait terminé 2e en respectivement 20 s 26 et 20 s 49 (vent de  -2,1 m/s).

### Champion d'Europe (2012 et 2016)
Churandy Martina participe à sa première compétition internationale sous les couleurs des Pays-Bas en juin 2012 à l'occasion des Championnats d'Europe d'Helsinki. En l'absence du tenant du titre Christophe Lemaitre, il remporte l'épreuve du 200 m en 20 s 42 (-0,9 m/s), et devance largement son compatriote Patrick van Luijk (20 s 87) et le Britannique Danny Talbot (20 s 95). Après des Jeux olympiques réussis (objectifs finale atteints), Martina signe un record personnel et néerlandais sur 200 m à Lausanne en 19 s 85 derrière le phénoménal Usain Bolt.
Le 2 juin 2016, il remporte le relais avec l'équipe des Pays-Bas lors du Golden Gala en 38 s 44, avec Solomon Bockarie, Patrick van Luijk et Hensley Paulina. Il est sacré le 18 juin suivant champion des Pays-Bas du 200 m en 20 s 11, son meilleur temps depuis juillet 2013 (20 s 01 à Lausanne).
Le 7 juillet, annoncé comme un outsider, Churandy Martina est sacré champion d'Europe sur 100 m, devant son public, en 10 s 07, en devançant les grands favoris, le Turc Jak Ali Harvey (10 s 07 également) et le Français Jimmy Vicaut (10 s 08). Le lendemain, le Néerlandais s'impose initialement en finale du 200 m en 20 s 39, signant ainsi un doublé (le premier depuis Christophe Lemaitre en 2010). Il est peu après disqualifié pour avoir, comme en 2008, mordu sur la ligne intérieure de son couloir après avoir terminé premier de cette course, devant l'Espagnol Bruno Hortelano qui apprend sa victoire surprise lors d'une interview. La médaille d'or est donnée à l'Espagnol Bruno Hortelano. Enfin, avec le relais 4 x 100 m, il échoue au pied du podium en 38 s 57, proche de la médaille de bronze (Allemagne en 38 s 47).
Le 18 août, Churandy Martina se classe 5e de la finale du 200 m des Jeux olympiques de Rio, comme à Londres en 2012, en 20 s 13 et échoue d'un centième seulement pour la médaille de bronze, remportée par le Français Christophe Lemaitre.
Il s'impose peu après lors du meeting de la Ligue du diamant à Lausanne, en battant son record personnel en 19 s 81 devant Alonso Edward et Julian Forte.
Le 7 août 2018, le Néerlandais tenant du titre termine à la 6e place de la finale du 100 m des championnats d'Europe de Berlin, en 10 s 16, son meilleur temps de la saison. Le titre est remporté par le Britannique Zharnel Hughes en 9 s 95 (record des championnats). Cinq jours plus tard, avec le relais néerlandais, entièrement composé d’athlètes de Curaçao, Churandy Martina remporte la médaille de bronze en 38 s 03, record des Pays-Bas, derrière le Royaume-Uni (37 s 80) et la Turquie (37 s 98).

## Palmarès

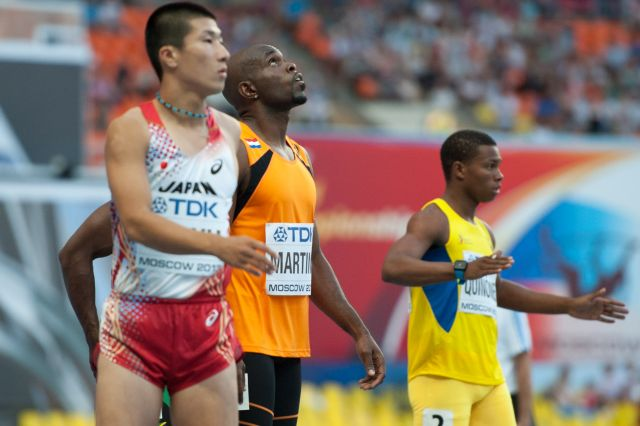
Churandy Martina (orange) lors des Championnats du monde 2013

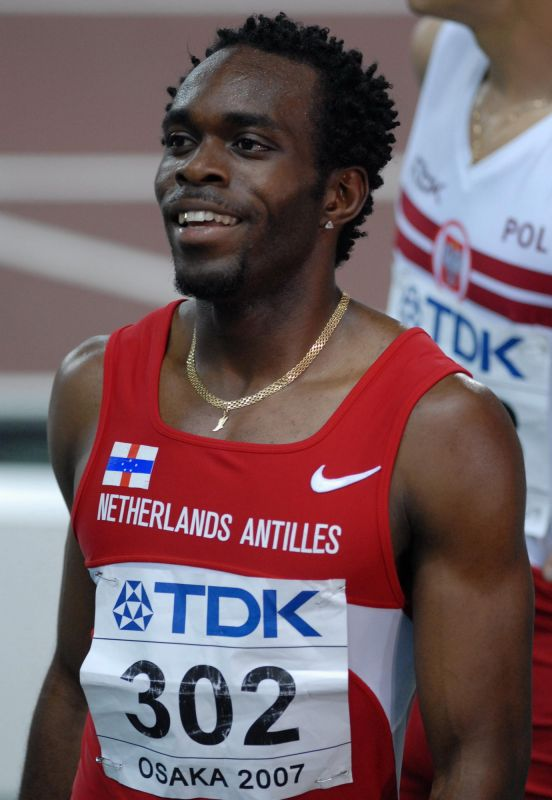
Churandy Martina sous les couleurs des Antilles néerlandaises lors des Championnats du monde 2007 d'Osaka

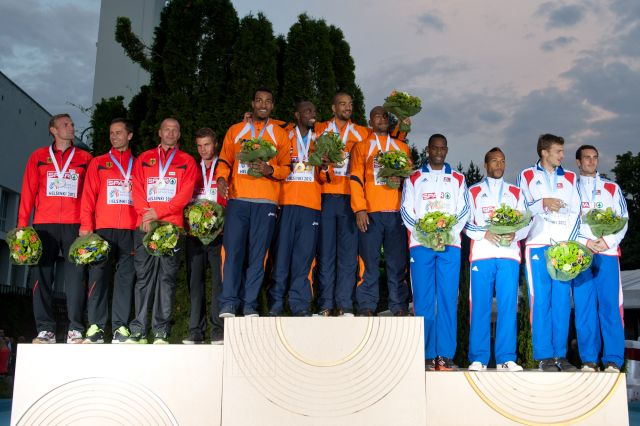
Churandy Martina et ses coéquipiers du relais 4 x 100 m lors du podium des Championnats d'Europe 2012

| Date                                       | Compétition                           | Lieu             | Résultat | Épreuve   | Temps   |
| ------------------------------------------ | ------------------------------------- | ---------------- | -------- | --------- | ------- |
| Concourant pour les Antilles Néerlandaises |                                       |                  |          |           |         |
| 2002                                       | Jeux sud-américains                   | Belém            | 1er      | 100 m     | 10 s 42 |
| 2002                                       | Jeux sud-américains                   | Belém            | 2e       | 200 m     | 20 s 81 |
| 2003                                       | Jeux panaméricains                    | Saint-Domingue   | 4e       | 4 × 100 m |         |
| 2005                                       | Championnats du monde                 | Helsinki         | 6e       | 4 × 100 m | 38 s 45 |
| 2005                                       | Champ. d'Am. centrale et des Caraïbes | Nassau           | 3e       | 100 m     | 10 s 10 |
| 2006                                       | Jeux d'Am. centrale et des Caraïbes   | Carthagène       | 1er      | 100 m     | 10 s 06 |
| 2006                                       | Jeux d'Am. centrale et des Caraïbes   | Carthagène       | 1er      | 4 × 100 m | 39 s 29 |
| 2007                                       | Jeux panaméricains                    | Rio de Janeiro   | 1er      | 100 m     | 10 s 15 |
| 2007                                       | Championnats du monde                 | Osaka            | 5e       | 100 m     | 10 s 08 |
| 2007                                       | Championnats du monde                 | Osaka            | 5e       | 200 m     | 20 s 28 |
| 2008                                       | Jeux olympiques                       | Pékin            | 4e       | 100 m     | 9 s 93  |
| 2008                                       | Jeux olympiques                       | Pékin            | finale   | 200 m     | DQ      |
| 2010                                       | Jeux d'Am. centrale et des Caraïbes   | Mayagüez         | 1er      | 100 m     | 10 s 07 |
| 2010                                       | Jeux d'Am. centrale et des Caraïbes   | Mayagüez         | 1er      | 200 m     | 20 s 25 |
| 2010                                       | Jeux d'Am. centrale et des Caraïbes   | Mayagüez         | 3e       | 4 × 100 m | 38 s 82 |
| 2010                                       | Coupe continentale                    | Split            | 2e       | 200 m     | 20 s 47 |
| Concourant pour les Pays-Bas               |                                       |                  |          |           |         |
| 2012                                       | Championnats d'Europe                 | Helsinki         | 1er      | 200 m     | 20 s 42 |
| 2012                                       | Championnats d'Europe                 | Helsinki         | 1er      | 4 × 100 m | 38 s 34 |
| 2012                                       | Jeux olympiques                       | Londres          | 5e       | 100 m     | 9 s 94  |
| 2012                                       | Jeux olympiques                       | Londres          | 5e       | 200 m     | 20 s 00 |
| 2012                                       | Jeux olympiques                       | Londres          | 5e       | 4 × 100 m | 38 s 39 |
| 2012                                       | Ligue de diamant                      | Ligue de diamant | 3e       | 200 m     | détails |
| 2013                                       | Championnats d'Europe par équipes     | Dublin           | 1er      | 100 m     | 10 s 46 |
| 2013                                       | Championnats d'Europe par équipes     | Dublin           | 1er      | 4 × 100 m | 39 s 14 |
| 2013                                       | Championnats du monde                 | Moscou           | 7e       | 200 m     | 20 s 35 |
| 2013                                       | Championnats du monde                 | Moscou           | 5e       | 4 × 100 m | 38 s 37 |
| 2014                                       | Championnats d'Europe par équipes     | Brunswick        | 4e       | 4 × 100 m |         |
| 2014                                       | Championnats d'Europe                 | Zurich           | 9e       | 100 m     | 10 s 34 |
| 2014                                       | Championnats d'Europe                 | Zurich           | 4e       | 200 m     | 20 s 37 |
| 2014                                       | Championnats d'Europe                 | Zurich           | 5e       | 4 x 100 m | 38 s 60 |
| 2015                                       | Championnats d'Europe par équipes     | Heraklion        | 3e       | 100 m     |         |
| 2015                                       | Championnats d'Europe par équipes     | Heraklion        | 1er      | 4 x 100 m | 39 s 23 |
| 2016                                       | Championnats d'Europe                 | Amsterdam        | 1er      | 100 m     | 10 s 07 |
| 2016                                       | Championnats d'Europe                 | Amsterdam        | finale   | 200 m     | DQ      |
| 2016                                       | Championnats d'Europe                 | Amsterdam        | 4e       | 4 × 100 m | 38 s 57 |
| 2016                                       | Jeux olympiques                       | Rio de Janeiro   | 5e       | 200 m     | 20 s 13 |
| 2016                                       | Ligue de diamant                      | Ligue de diamant | 6e       | 100 m     | détails |
| 2016                                       | Ligue de diamant                      | Ligue de diamant | 2e       | 200 m     | détails |
| 2017                                       | Relais mondiaux de l'IAAF             | Nassau           | finale   | 4 x 100 m | DNF     |
| 2017                                       | Championnats d'Europe par équipes     | Lille            | 3e       | 100 m     | 10 s 30 |
| 2017                                       | Championnats d'Europe par équipes     | Lille            | 5e       | 4 x 100 m | 39 s 07 |
| 2018                                       | Championnats d'Europe                 | Berlin           | 6e       | 100 m     | 10 s 16 |
| 2018                                       | Championnats d'Europe                 | Berlin           | 3e       | 4 x 100 m | 38 s 03 |
| 2018                                       | Coupe continentale                    | Ostrava          | 7e       | 100 m     | 10 s 36 |
| 2018                                       | Coupe continentale                    | Ostrava          | 5e       | 200 m     | 20 s 68 |
| 2019                                       | Championnats du monde                 | Doha             | finale   | 4 x 100 m | DQ      |

## Records
| Épreuve | Performance  | Lieu      | Date           |
| ------- | ------------ | --------- | -------------- |
| 60 m    | 6 s 58       | Stuttgart | 6 février 2010 |
| 100 m   | 9 s 91 (NR)  | Londres   | 5 août 2012    |
| 200 m   | 19 s 81 (NR) | Lausanne  | 25 août 2016   |

## Sources
- (en) Cet article est partiellement ou en totalité issu de l’article de Wikipédia en anglais intitulé « Churandy Martina » (voir la liste des auteurs).